# Clidemia semijuga
Clidemia semijuga är en tvåhjärtbladig växtart som först beskrevs av Henry Allan Gleason, och fick sitt nu gällande namn av John Julius Wurdack. Clidemia semijuga ingår i släktet Clidemia och familjen Melastomataceae. Inga underarter finns listade i Catalogue of Life.